# Sjoestedtacris variabilis
Sjoestedtacris variabilis är en insektsart som beskrevs av Baehr 1992. Sjoestedtacris variabilis ingår i släktet Sjoestedtacris och familjen gräshoppor.

## Underarter
Arten delas in i följande underarter:
- S. v. variabilis
- S. v. corpulenta
- S. v. interioris
- S. v. pseudocorpulenta